# GIグラス

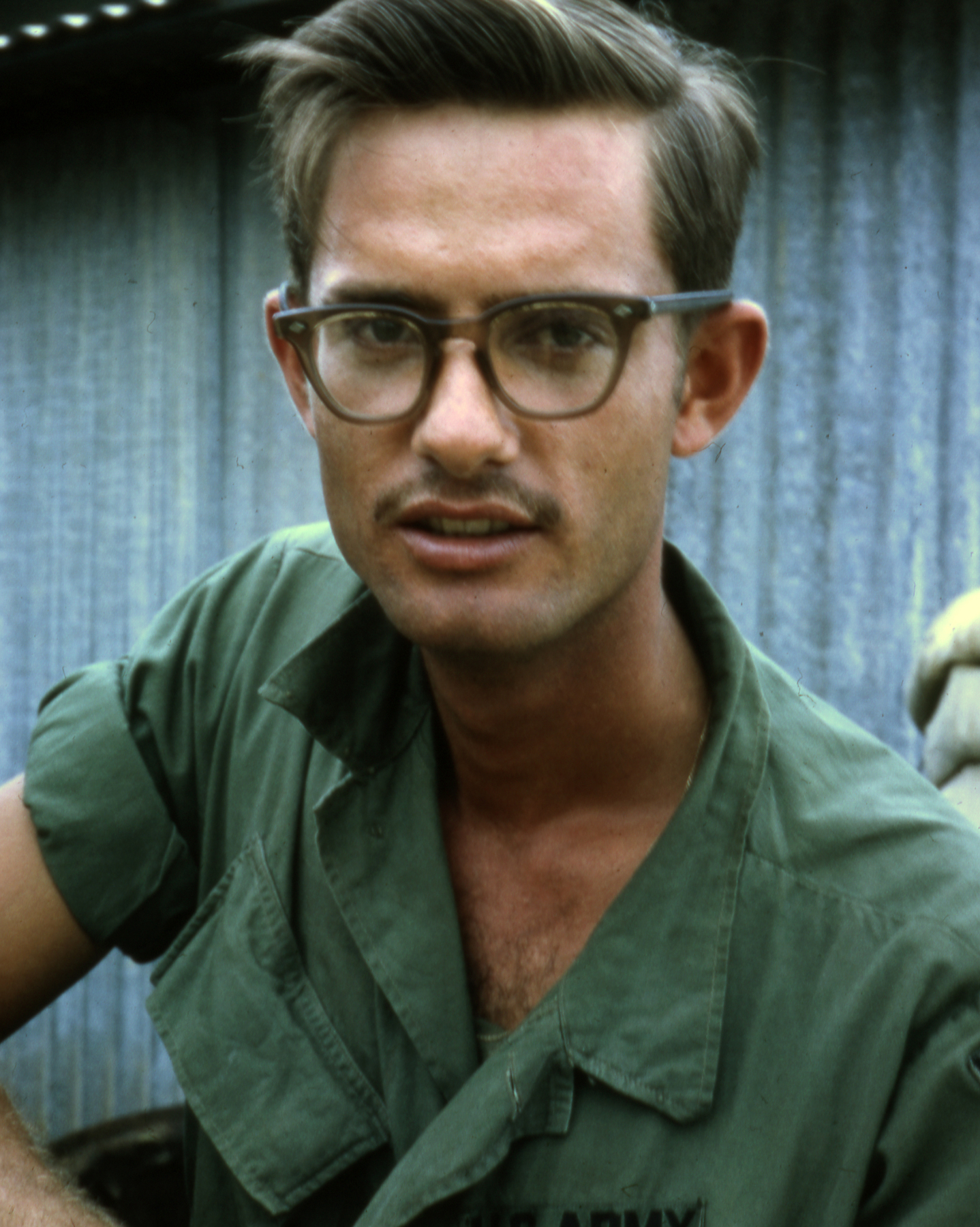
1960年代のGIグラス。灰色のアセチルセルロース製

GIグラス（GI glasses）は、アメリカ軍が官給品として支給する眼鏡の通称である。標準処方眼鏡（Regulation Prescription Glasses, RPG）という制式名称で呼ばれていたこともあるが、RPGをもじった発情防止眼鏡（Rut Prevention Glasses）という俗称もある。また、避妊眼鏡（Birth Control Glasses, BCG）の俗称も広く知られる。こうした俗称は、一般にGIグラス（特に1970年代に採用されたS9型）が格好の悪い眼鏡と認識されていたことに基づく。

## 歴史

### 第一次世界大戦

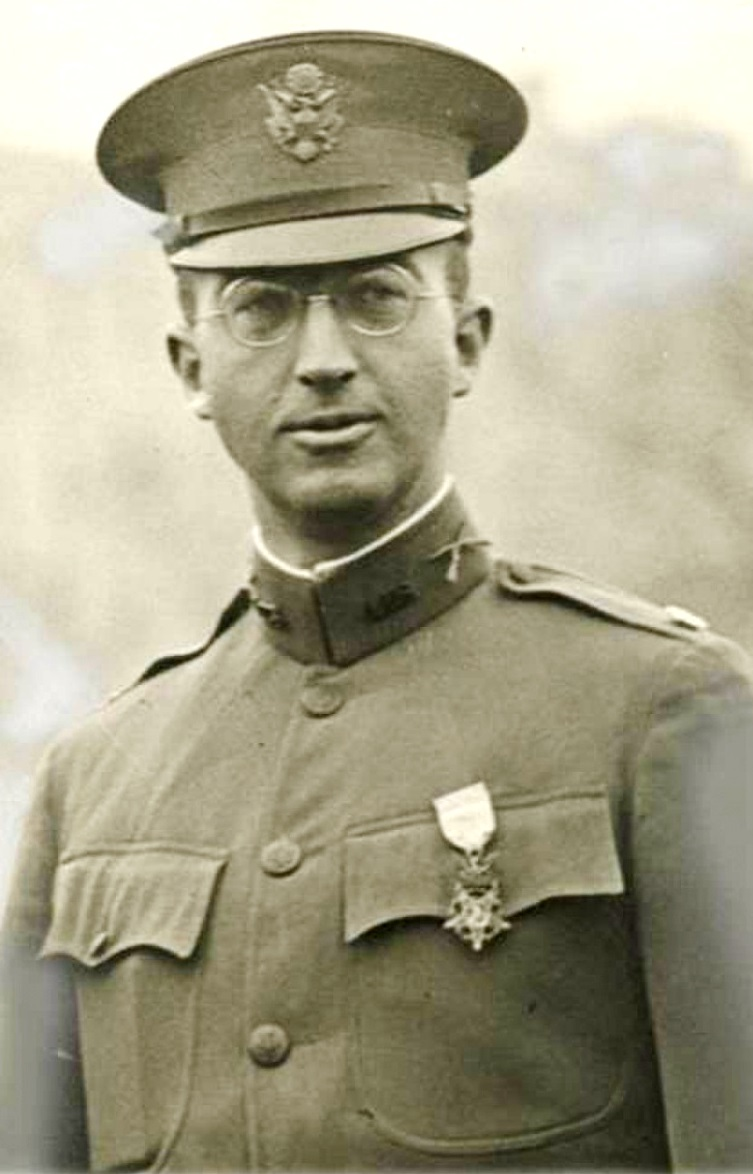
ウィンザー型の眼鏡を着用した第一次世界大戦期の陸軍将校（チャールズ・W・ウィットルジー

アメリカ軍においては、第一次世界大戦中にも軍人への眼鏡の支給が行われた。これはアメリカン・オプティカル・カンパニー製のウィンザー型（Windsor）として知られる、生産性に優れた形式の丸眼鏡だった。1918年4月15日、陸軍省は衛生部に対し、視力矯正を必要とする将兵に無償で眼鏡を提供するよう指示した。無償で支給される眼鏡一式の仕様は次のようなものだった。
- (a)レンズ：フラット、白色、丸形、直径40mm
- (b)フレーム：白色合金、剛性に優れる、40mm丸形レンズ用、特殊な0.055インチ幅ケーブルテンプル、6・1/2インチスプリットジョイントエンドピース、0.962インチアイワイヤ（アメリカン・オプティカル No.5468として流通している製品）。
- (c)ケース：全金属、裏地なし、ジャパニング塗装、40mmレンズ丸眼鏡を保持するのに適したサイズ。

また、これ以外の眼鏡を私費で購入して着用することも認められていた。この制度は下士官兵を対象として始まり、1920年には将校まで対象が拡大され、1922年に中止された。

### 第二次世界大戦
1939年に第二次世界大戦が勃発した時、軍部は眼鏡の支給制度が再び必要になると考えていなかった。1939年3月の時点で、陸軍軍医総監室は、眼鏡が必要になった場合、アメリカ赤十字社を説得して必要なだけの調達を行うという方針を採用していた。しかし、赤十字との交渉は難航し、1940年5月の時点でも陸軍は眼鏡の調達について何ら手段を講じていなかった。
当時、陸軍による眼鏡の支給についての規定は、陸軍規則40-1705（Army Regulations No. 40-1705）のみであった。同規則は、職務の遂行において被った暴力に起因する視覚的障害を矯正するために必要な場合にのみ眼鏡の支給を認めていた。それ以外の場合、陸軍軍医は視力検査および処方箋の作成を行うことは認められていたが、眼鏡の購入自体は将兵が自費で行わなければならなかった。本来、この規則は入隊時に厳格な身体検査でふるいにかけられる常備軍への志願入隊者を想定したものであり、選抜徴兵制に基づく徴集兵の増加に従い、現状にそぐわない規則と見なされるようになっていた。1941年5月にフォート・マクレランから報告されたところによれば、職務遂行中に眼鏡が破損し、処方箋を受けたものの、代金を払えないために新しいものを購入できていない下士官兵が75人いたという。この報告から1ヶ月足らずのうちに、陸軍軍医総監室は衛生部に対し、眼鏡を必要とするすべての軍人に眼鏡及びその修理、交換を提供するように指示を出した。
1942年初頭、選抜徴兵制に基づいて招集された最初の候補者のうち、1/3が明らかに治療可能な疾病のため兵役不適格と認定されたことが複数の新聞で報じられた。徴集兵の数が予定を下回ったことを受け、陸軍は1942年2月16日に主な理由が虫歯と屈折異常であることを認め、裸眼視力が20/200以上かつ眼鏡で20/40に矯正可能であれば、分類B-1として徴兵可能とする新基準を発表した。

#### 調達

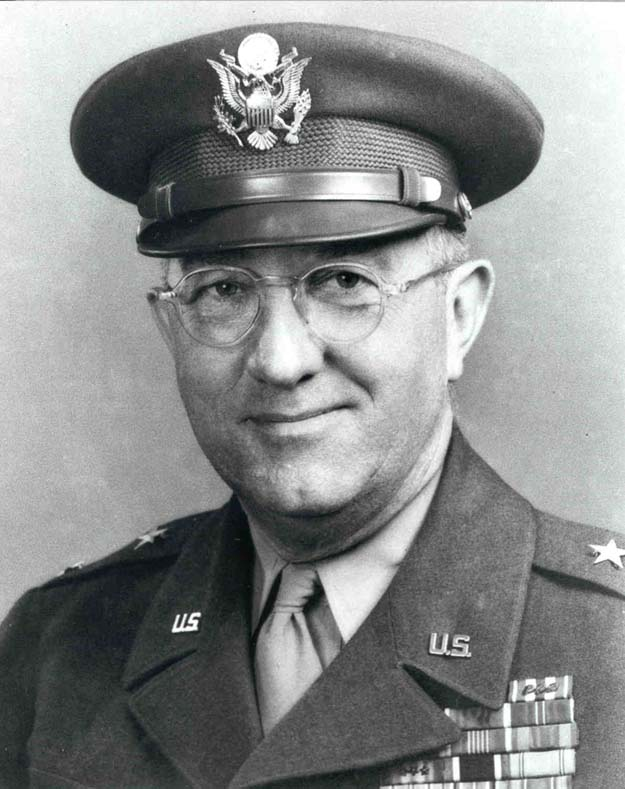
フルビュー型の眼鏡を着用した第二次世界大戦期の陸軍将校（ケネス・クレイマー）

官給用の眼鏡について、当初は各軍管区が眼鏡業者と契約を結んで調達を行う計画が建てられたものの、一部業者の眼鏡が要件を満たさなかったために中止され、軍部が集中的に調達を行う新計画に切り替えられた。調達数については適切な目安がなかったため、医学的な根拠ではなく軍医将校の経験に基づく、「軍人の10%が視力に問題を抱えており、そのうち半数は自分の眼鏡を持って入隊し、残りの半数は1年以内に新しい眼鏡ないし交換品を受け取る必要がある」という推定が採用された。この基準に従い、1942年には200,000個の眼鏡が必要になると想定された。眼鏡を必要とする将兵は、入隊後直ちに1つの眼鏡を支給され、海外への派遣の際にもう1つ受け取ることとされた。
しかし、実際には軍人のうち18-20%が眼鏡を必要としており、このうち入隊時に十分な耐久性を認めうる眼鏡を持参した者は極めて少なかった。交換についての見積もりも甘く、当初の基準に従った調達数で交換用の需要も十分満たせるとされていたが、1942年から1943年にかけての報告に従えば、毎年全体の30%の眼鏡を交換する必要があるとされた。
派遣に合わせて追加の眼鏡を支給するという方法は、調達および供給の遅延を招き、2つ目の眼鏡のほとんどは兵士の元へ届かなかった。1943年には訓連の初期段階で2つともの眼鏡を支給する方法に切り替えられたが、製品の性質上、急な増産は困難であり、以後も調達および供給は遅れ続けた。当初の契約では3日以内に眼鏡が発送されることになっていたが、実際には3 - 4ヶ月の遅れも珍しいものではなく、兵士が訓連を終えて海外へ派遣されてから、ようやく駐屯地に眼鏡が届くことも多かった。
製造契約への入札は多数の製造業者から行われたが、全国に眼鏡取扱店を持つアメリカン・オプティカル社とボシュロム社が有力な候補となった。そして最低価格入札者のアメリカン・オプティカル社と契約が結ばれたものの、同社はレンズおよびフレームを十分に製造する能力を持たないことが数ヶ月内に明らかになった。そのため、追加でボシュロム社とレンズの製造に関する契約が結ばれ、またその他9企業とフレームの製造に関する契約が結ばれた。組み立てはアメリカン・オプティカル社およびボシュロム社が担当した。
陸軍が採用した眼鏡は、P3型（高さに対し幅が3mm長いことを意味する）のレンズとフルビュー型（Ful-Vue）のフレームを特徴とした。これはアメリカン・オプティカル社が開発し、1930年代初頭から普及したレイアウトである。ウィンザー型はテンプルが視界を遮り、レンズが小さく、視野が狭くなるという欠点があった。フルビュー型はこれの改善を試みており、テンプルはアイラインよりも高く、レンズの上から1/4の位置にある。より大きなレンズに対応し、またフレームを持ち上げて着用者の顔から離すために、ノーズパッドが設けられた。また、兵士が激しく動いても落ちないように、ライディングテンプルが採用されている。
フレームの材質は、当初ニッケルを10%含む洋白とされ、ブリッジには過酷な環境での使用を想定した補強が加えられていた。後にこの洋白は温暖な気候のもとで腐食しやすく、皮膚の変色や炎症を招く恐れがあると指摘されたため、ニッケルの割合が18%に変更され、一部部品は純ニッケルとされた。後に樹脂製のフレームも設計されたが、大戦中にはほとんど使用されず、普及は戦後になってからだった。
第二次世界大戦中に最も広く使われたのはフルビュー型のGIグラスだったが、私物の眼鏡をそのまま着用していた兵士もいた。その中にはフルビュー型のほか、ウィンザー型のフレーム、あるいは金縁、銀縁のものなどがあった。

#### ガスマスク
陸軍が眼鏡の支給を始めると、ガスマスクと共に着用する方法が問題となった。この際、イギリス軍、ドイツ軍、日本軍が採用した眼鏡が参考とされた。イギリス軍のものはガスマスクの着用に支障のない形状とされた丸眼鏡であり、ドイツ軍および日本軍のものは後頭部にゴムバンドを回して固定するゴーグル式の眼鏡だった。ゴーグル式のものは着用時の不快感が強く、ガスマスク着用時にこめかみに隙間が生じるとして却下された。こうしてイギリス軍の丸眼鏡を元に、アメリカ軍のガスマスクの形状に合わせた改良を加えた眼鏡が採用され、以前の眼鏡と同様の方法で支給が行われた。しかし、採用時のテストが徹底されなかったため、後にこの眼鏡もこめかみに隙間が生じ、ガスが流入するという問題が指摘された。その後、ガスマスクとの着用は禁止されている。
その後、ガスマスク内に度入りのレンズを固定するガスマスクインサートが試作されたほか、眼鏡に合わせたガスマスクの開発なども期待されていたが、結局この問題が解決されることはなかった。

### 第二次世界大戦後

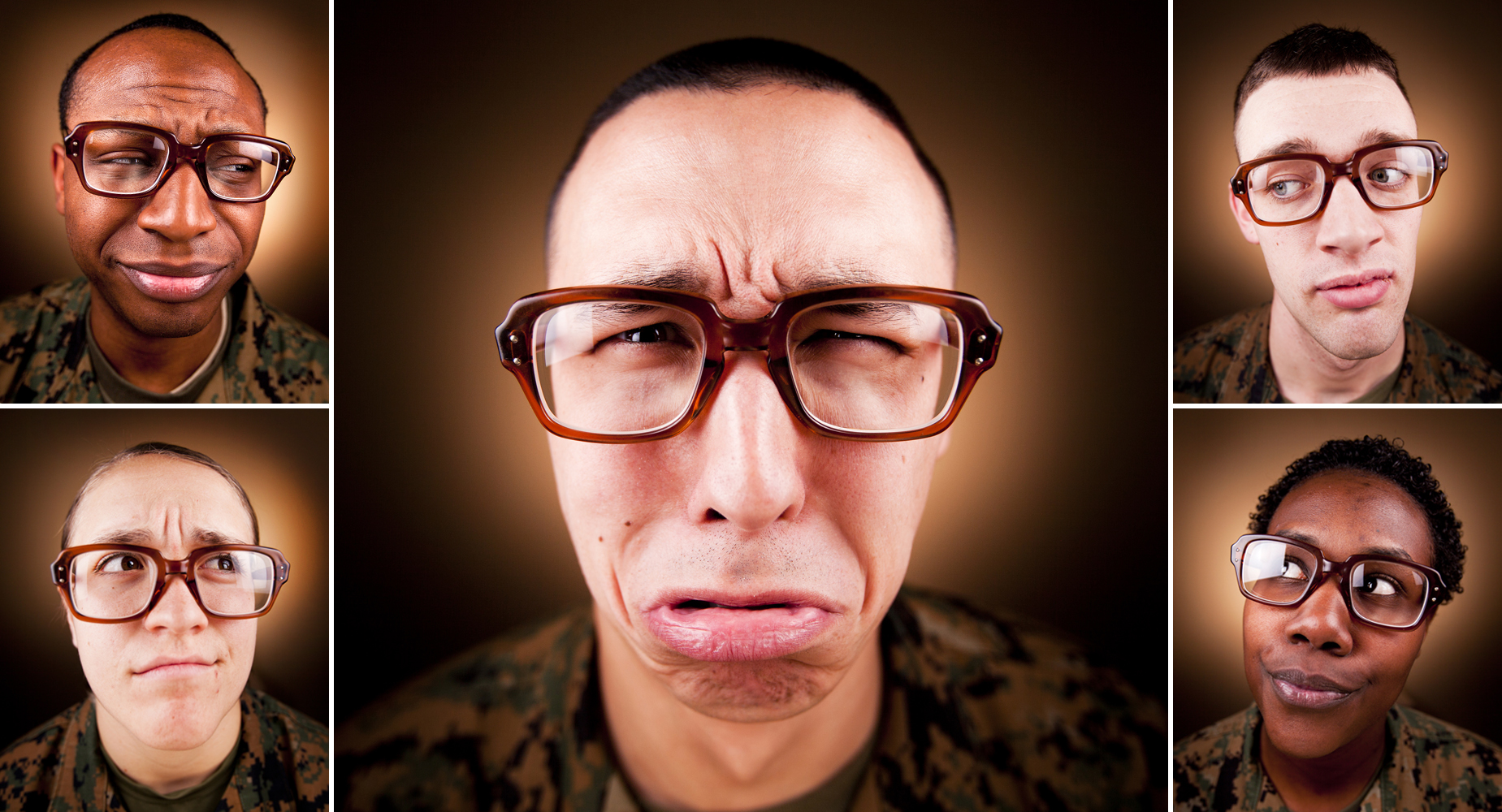
BCGの通称で知られるS9型の眼鏡を着用した軍人ら

第二次世界大戦後は灰色のアセチルセルロース製フレームが採用され、1968年からは黒色に切り替えられた。1970年代半ば、茶色のS9型フレームが採用された。避妊眼鏡（BCG）などの通称に象徴される、GIグラスに対する「格好の悪い眼鏡」という認識は、S9型の採用後に広まったものである。S9型のフレームは大きく、頑丈ではあったものの、その重さは着用時の不快感に繋がっていた。
2012年、S9型に替わる新しいGIグラスとして、5A型フレームが採用された。同年1月1日以降、全軍の基礎教練時に支給されるGIグラスは5A型に切り替えられた。発表の時点では、以後の6ヶ月間で眼鏡を必要とする全ての将兵に5A型を支給し、2年を費やし完全な移行を達成するものとされた。
5A型は男女兼用のデザインで、1932年以来各種GIグラスの生産を行ってきたロチェスター・オプティカル社（Rochester Optical）が設計および製造を担当した。

## 運用
現在、GIグラスは新兵訓練または士官候補生学校での教育期間中に官給品として支給される。新兵訓練中には、GIグラスの支給が行われるまで市販品の眼鏡を着用することが認められるが、コンタクトレンズの着用は禁止されている。なお、訓練終了後には地味なデザインであればその他の眼鏡やコンタクトレンズを着用することも認められる。軍は眼鏡着用者の為に毎年代替品の支給を行っており、この際にレンズ形状や色について多少の注文を行うことが認められている。また、この際に度入りのガスマスクや防弾眼鏡などの支給を求めることもできる。

## 画像

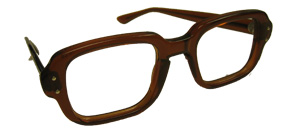
男性用S9型(Male S9, MS9)のGIグラス。1990年代デザイン。
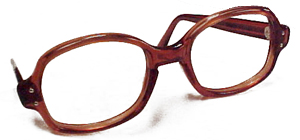
女性用S9型(Female S9, FS9)のGIグラス。
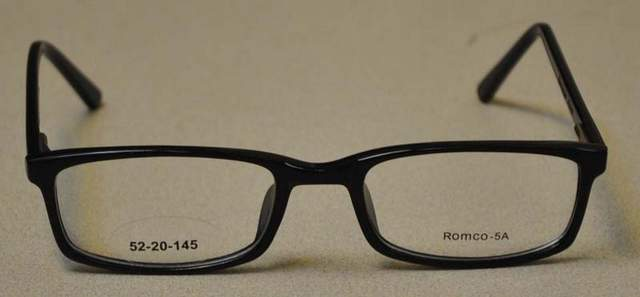
M5A型のGIグラス。2012年デザイン。